# Gambit (filme cancelado)
Gambit é um filme americano de super-herói cancelado, baseado no personagem homônimo da Marvel Comics. A intenção era que fosse uma parte da série de filmes X-Men, da 20th Century Fox. Antes de seu cancelamento, o filme havia sido escrito por Josh Zetumer com base em uma história do criador do personagem, Chris Claremont. Channing Tatum foi escalado para estrelar o personagem homônimo.
Tatum foi cotado para as primeiras tentativas de incluir Gambit nos filmes dos X-Men, mas não estava disponível para a introdução do personagem em X-Men Origins: Wolverine (2009). Taylor Kitsch interpretou o personagem. A produtora Lauren Shuler Donner manifestou interesse em um filme do Gambit estrelado por Tatum no início de 2014, e Tatum assinou oficialmente em maio daquele ano. O filme estava em um development hell desde então, com Rupert Wyatt, Doug Liman e Gore Verbinski contratados para dirigir o filme em diferentes momentos ao longo dos anos, com Tatum e seu parceiro de produção, Reid Carolin, também fazendo lobby para dirigir, e a data de lançamento do filme também foi adiada inúmeras vezes. Gambit estava programado para ser lançado em 13 de março de 2020, mas o desenvolvimento do filme foi suspenso devido à aquisição da 21st Century Fox pela Disney. Depois de assumir o filme, a Disney o cancelou oficialmente em maio de 2019. Tatum mais tarde apareceu como o personagem em Deadpool & Wolverine (2024), da Marvel Studios e irá reprisar o papel no futuro filme do Universo Cinematográfico Marvel Avengers: Doomsday (2026).

## Elenco
- Channing Tatum - Remy LeBeau / Gambit

## Universo Cinematográfico Marvel
Tatum apareceu como o personagem no filme do Universo Cinematográfico Marvel Deadpool & Wolverine (2024), vestindo um traje semelhante aos quadrinhos preciso e usando o sotaque Cajun "indecifrável" de Gambit. Suas falas e interações com os outros personagens faziam referência aos esforços malsucedidos para fazer o filme Gambit. Tatum ficou agradecido pelos esforços e apoio da estrela e co-roteirista Ryan Reynolds para incorporar o personagem no filme, com Tatum acreditando que nunca teria a chance de interpretar Gambit após o cancelamento do filme solo. Shawn Levy, um dos diretores que Tatum abordou para dirigir Gambit, dirigiu Deadpool & Wolverine e sabia que seria "gratificante" para Tatum estar no filme como o personagem, adicionando muitas falas sem sentido no roteiro e deixando Tatum adicionar "muito" sabor cajun e francês. Após o lançamento do filme, Tatum expressou sua esperança de que a recepção de sua aparição pudesse renovar o interesse em um filme Gambit, tendo informado a Marvel sobre seu desejo de ainda fazer o projeto, embora reconhecendo que tudo depende do que o CEO da Disney, Bob Iger, e o presidente da Marvel Studios, Kevin Feige, decidirem. Comentando sobre as possibilidades de um filme de Gambit se materializar em uma história do Instagram, Reynolds expressou seu interesse em trabalhar com Tatum no projeto, seja reprisando seu papel como Wade Wilson / Deadpool ou auxiliando a produção de alguma outra forma.  Reynolds lançou uma cena deletada online mostrando o Gambit de Tatum tendo sobrevivido aos eventos do filme e provocando o potencial retorno do personagem; uma versão dessa cena foi incluída nos monitores da Autoridade de Variância Temporal (AVT) no fundo da cena pós-créditos do filme. Reynolds disse em novembro que os executivos da Marvel estavam "obcecados" com a interpretação do personagem por Tatum, comparando o cancelamento do filme e as respostas posteriores à sua escalação e interpretação inicial como Deadpool.
Em março de 2025, Channing Tatum foi anunciado para reprisar seu papel como Gambit em Avengers: Doomsday (2026).